# Бугра-хан
Насир ад-дин Мухаммад Бугра-хан (ум. после 1291) — делийский наместник Бенгалии из мамлюкской династии Балбани (с 1281), провозгласивший себя независимым султаном в 1287 году. Младший сын делийского султана Гийас ад-дина Балбана и дочери султана Илтутмиша.
Бугра-хан, получивший при рождении имя Махмуд, был вторым сыном султана Дели Гийас ад-дина Балбана. Мансаб Бугра-хан он получил в 1266 году после восшествия его отца на делийский престол. Первоначально Бугра-хан был назначен наместником Саманы и Санама. Когда султан Балбан отправился в Лакхнаути подавлять мятеж наместника Бенгалии Туграл Туган-хана он взял младшего сына с собой. После трёхлетней войны Балбан в 1281 году подавил восстание, обезглавил Туграл Туган-хана и назначил наместником Бенгалии Махмуда Бугра-хана, оставив при нём двух атабеков.
В Лакхнаути Бугра-хан вёл праздную жизнь, предаваясь удовольствиям и мало интересуясь государственными делами. Поскольку старший брат Бугра-хана Мухаммад погиб в битве с монголами на северо-западных рубежах султаната в 1286 году, султан Балбан, находясь на смертном одре, в 1287 году призвал Бугра-хана в столицу, чтобы передать ему престол. Прибывший в Дели Бугра-хан не пожелал взваливать на себя такую ответственность и уехал обратно в Лакхнаути, даже не попрощавшись с отцом. Узнав об этом, Балбан назначил наследником своего малолетнего внука Кай-Хосрова, сына погибшего султанзаде Мухаммада, после чего умер.
Однако после смерти султана Балбана визирь Низам ад-дин и малик аль-умара Фахр ад-дин Котвал возвели на престол не Кай-Хосрова, а сына Бугра-хана Кай-Кубада, сосредоточив реальную власть в своих руках. Узнав об этом, Бугра-хан провозгласил себя султаном Бенгалии, приняв тронное имя Насир ад-дин Мухаммад Бугра-хан. Бенгалия стала независимым султанатом со столицей в Лакхнаути.
Вскоре между отцом и сыном произошёл серьёзный конфликт, в ходе которого Бугра-хан во главе своих войск подступил к Ауду. Кай-Кубад во главе своей армии выступил на встречу отцу, однако после непродолжительного стояния на противоположных берегах реки Сараю дело было улажено миром.
В 1290 году сын и внук Бугра-хана — султаны Муизз ад-дин Кай-Кубад и Шамс ад-дин Кайумарс — были отравлены в Дели по приказу визиря Фируза Халджи, захватившего затем делийский престол. Известие об этом так потрясло Бугра-хана, что в 1291 году он отрёкся от престола в пользу своего сына Рукн ад-дина Кай-Кауса и отошёл к частной жизни.
Потомки Бугра-хана управляли Бенгалией до 1324 года (по другим данным, до 1300). Его сын и преемник Рукн ад-дин Кай-Каус на своих монетах именовал себя Султан ибн Султан («Султан, сын Султана»), что подтверждает суверенный характер правления Бугра-хана. При Бугра хане территория его султаната, видимо, была расширена в юго-западном и юго-восточном направлениях, а также заложены прочные основы будущего независимого бенгальского государства.